# 黃齊耀
黃齊耀（英語：Tyrus Wong，1910年10月25日—2016年12月30日），美籍華裔動畫師，曾參與《小鹿斑比》製作。

## 生平

### 早年經歷
1910年10月25日，黃齊耀生於广东省，祖籍台山。1920年，九岁的他随父亲移居美国，从此与母亲和姐姐失去联络。受到當時美國排华法案的影响，黄齐耀最初被留置在天使岛，在那裡，他等待盘查身份时，与父亲分开。由于大多数中国移民被排华法案禁止入境，黄和父亲必须借用华裔美籍商人的“纸生仔”假冒身份非法移民。从天使岛获释后，他和父亲先在萨克拉门托落脚，随后与家人迁居洛杉矶。
在帕萨迪纳本杰明·富兰克林初中（Benjamin Franklin Junior High School）就讀時，老师便注意到黄的艺术天赋，他也获得奥蒂斯艺术设计学院的夏季奖学金。于是，他决定从初中辍学，去拿奥蒂斯艺术设计学院的全日制奖学金。父亲靠刚刚够的薪水谋生，黄在奥蒂斯当管理员，每天他要步行数英里去上课。20世纪30年代，他从奥蒂斯毕业，到好莱坞求职。

### 職業生涯

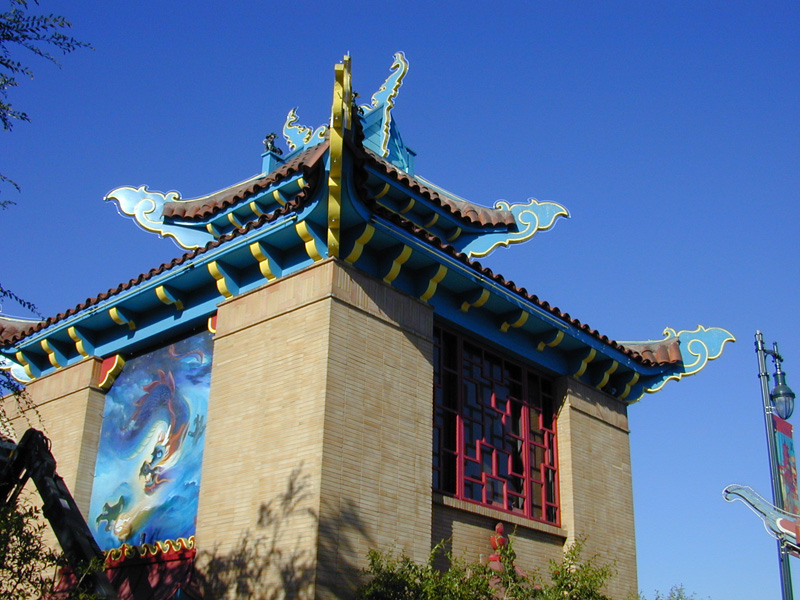
洛杉矶唐人街的龙壁画由黄齐耀绘画，1984年被恢复。

黄齐耀的职业生涯始于当霍尔马克卡片设计师，之後转行华纳兄弟影業公司擔任电影制作插画师（1942-1968），期间参与多部电影的场景设计和故事版制作，之后于1938年到1941年在迪士尼成了一位富有灵感的插画艺术家。
浓郁的水彩画成了1942年动画《小鹿斑比》的灵感，他在该项目中担任领衔画家。他为《小鹿斑比》创作的背景画，灵感源于宋朝古典绘画。之后几十年，他对电影的贡献很大程度上还不为人所知。
《小鹿斑比》繪製结束后不久，遇上动画师罢工黃齊耀因當時沒有參與罷工而被其他畫師，大部份帶有種族歧視而嫉妒他的成就，因其身為華人卻可以因畫技出眾受上司賞識，享有比一般人更快進升至擔任重要創作內容主筆的平坦經歷而排擠，藉詞將他趕出迪士尼。离开迪士尼后，黄齐耀回到华纳兄弟，担任插画师长达26年之久。

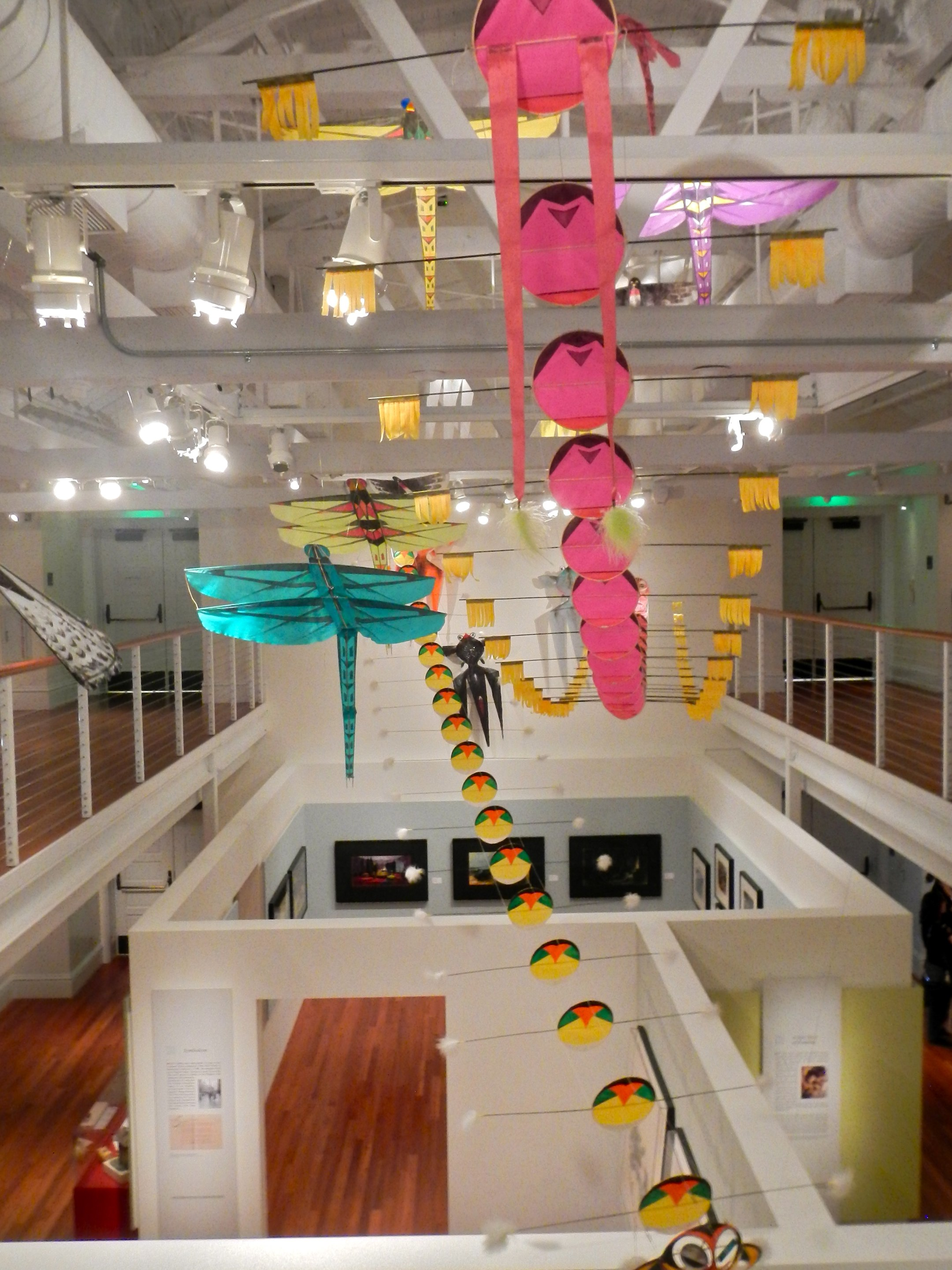
华特迪士尼家庭博物馆展出风筝等黄齐耀作品。

后来，他为霍尔马克设计的贺卡流行起来。1968年退休后，黄利用他的技能制作各式彩色风筝（通常是熊猫、金鱼或蜈蚣等动物图案）。每逢周六，他会在圣莫妮卡码头北边的海滩放飞他设计的作品。
黄齐耀的知名绘画作品有20世纪20年代末的《自画像》（Self Portait）、1939年《火》（Fire）、1940年《斜躺的裸体》（Reclining Nude）、1984年的《东部》（East）和《西部》（West）。他向记者表示自己是个“幸运的艺术家”。黄齐耀亮相马克·韦斯勒（Mark Wexler）2009年纪录片《如何永远活着》，他在片中探讨自己的日常生活及对死亡的看法。他还参演帕梅拉·汤姆（Pamela Tom）2015年纪录片《Tyrus》。
2001年，黄齐耀获华美博物馆颁发的历史缔造者奖（Historymakers Award），表彰他对迪士尼的贡献。

## 紀念
- Google在2018年10月25日的Google首頁塗鴉紀念他[15]。

## 外部連結
- 黃齊耀在互联网电影资料库（IMDb）上的資料（英文）